# Aspects sociaux de l'affaire Dreyfus
Les aspects sociaux de l'affaire Dreyfus sont très souvent évoqués. L'Affaire est en effet un séisme qui touche les couches de la société française à des degrés divers. Le premier effet remarqué est le développement important de l'antisémitisme, mais d'autres aspects sont exacerbés par l'événement.

## Les Églises dans l'affaire Dreyfus

### Le rôle de l'église catholique
À la fin du XIXe siècle, la religion catholique est la première religion reconnue par l'État dans le cadre du Concordat mis en place par Napoléon et Talleyrand avec le pape Pie VII. À de rares exceptions, tous les enfants français sont baptisés. Dans tous les tribunaux de France, les hôpitaux ou les écoles, le crucifix est au mur. L'Église catholique exerce ainsi une pression certaine sur la société française, pression défendue par les partis conservateurs et contestée par les républicains radicaux qui sont, dès le commencement de l'affaire Dreyfus, au pouvoir à la Chambre des Députés et au gouvernement.
Le rôle de l'Église dans l'affaire Dreyfus est couramment montré du doigt. Or l'antisémitisme « bon teint » est diffus dans toutes les couches de la société française, y compris dans les milieux anticléricaux ou conservateurs et il s'alimente des diverses affaires politico-financières du moment, notamment celle du scandale de Panama. Mais on ne peut sérieusement assimiler cet antisémitisme-là à l'antisémitisme hitlérien qui, exprimé sous une forme scientiste et radicale, conduira plus tard à la Shoah.
L'attitude du monde catholique devant l'affaire Dreyfus a été très souvent assimilée à un antidreyfusisme exacerbé. Bien que certains représentants de l'Église aient incontestablement choisi le camp antirévisionniste, et notamment sa presse comme le quotidien La Croix et l'hebdomadaire Le Pèlerin, il convient néanmoins de nuancer le propos car à l'image de l'ensemble de la société française, l'église catholique s'est montrée très réservée sur l'Affaire.
On considère généralement que l'Église de France a été neutre pendant toute la durée de l'événement. Aucune prise de position officielle n'est en effet recensée de la part des évêques et du clergé séculier. L'Église est donc très discrète tout au long des douze années de l'Affaire, ce qui ne fut pas le cas en d'autres circonstances. Dans Le Figaro du 15 mars 1899, le pape Léon XIII affirme : « La vraie accusée n'est-elle pas la République ? Qu'on n'espère pas faire de cette affaire de partis une affaire de religion. » Et il ajoute en laissant supposer son point de vue : « Heureuse la victime que Dieu reconnaît assez juste pour assimiler sa cause à son propre fils crucifié ».
Mais le silence général, perçu comme assourdissant par quelques contemporains, peut être  interprété comme un refus ou comme un acquiescement.  On explique souvent cette neutralité par la volonté de ménager les gouvernements successifs et d'éviter tout conflit avec l'État. Sans doute le durcissement des relations de Rome avec le courant sioniste, qui voulait l'appui de l'Église pour restaurer un État juif en Palestine, a-t-il également eu son effet. De fait, la fièvre antisémite ne sera pas dénoncée par l'Église.
L'opinion des Dreyfusards est toute différente puisque de Jaurès à Reinach en passant par Clemenceau, on voit dans l'attitude neutre de l'épiscopat l'expression d'un complot clérical de « l'hydre jésuite ». Cette vision, envenimée par un anticléricalisme exacerbé, qui allait aboutir à l'Affaire des fiches et à la fermeture et l'expulsion de certains ordres religieux comme celui des Jésuites et des Assomptionnistes, paraît tout aussi excessive.
En effet, des indices montrent que l'engagement du monde clérical est faible même au plus haut de l'Affaire. Ainsi le Monument Henry, souscription organisée au bénéfice de la veuve du commandant Henry qui s'est suicidé après la découverte de ses forfaits, ne totalise pas plus de quatre cents signatures cléricales sur cinquante mille.
Signalons également que la très conservatrice Cour de Cassation jouera un rôle très important dans le rétablissement de la cause d'Alfred Dreyfus en cassant systématiquement les jugements du Conseil de Guerre et que Me Demange, défenseur infatigable d'Alfred Dreyfus, était de confession catholique.
En résumé, une bonne partie des forces antidreyfusardes qui au départ se situait dans le camp gouvernemental, radical, nationaliste et anticlérical, a revendiqué à partir de 1897 son appartenance à une France catholique pour s'opposer à la volonté de plus en plus forte exprimée par ceux qui voulaient la révision du procès Dreyfus. Mais à cette époque, la cause était entendue chez les politiques : Dreyfus était (probablement pour certains) innocent mais ce qui comptait le plus, c'était l'honneur de l'armée et la restauration de la paix civile dans la population. À ce stade, l'erreur judiciaire restait secondaire.